# Cyrpoptus suavis
Cyrpoptus suavis är en insektsart som beskrevs av Stsl 1862. Cyrpoptus suavis ingår i släktet Cyrpoptus och familjen lyktstritar. Inga underarter finns listade i Catalogue of Life.